# Bérardie d'Arnoux
Berardius arnuxii
Espèce
Statut de conservation UICN

 DD  : Données insuffisantes
Répartition géographique
Statut CITES
La bérardie d’Arnoux ou baleine à bec d'Arnoux (Berardius arnuxii) a été nommée ainsi par Louis Georges Duvernoy en hommage à Louis Arnoux, chirurgien de marine sur la corvette Le Rhin qui ramena de Nouvelle-Zélande le premier crâne à avoir été décrit.
La bérardie d’Arnoux est extrêmement similaire à la bérardie de Baird. Les caractères communs aux deux espèces sont décrits sur la page du genre Berardius. La bérardie d'Arnoux est toutefois légèrement plus courte. On estime que certains animaux aperçus en mer pouvaient faire jusqu’à 12 mètres mais les spécimens morts qui ont pu être mesurés étaient tous considérablement plus petits. La bérardie de Baird peut atteindre jusqu’à 13 mètres. On estime sa longévité entre 70 et 85 ans.
L'âge de la maturité sexuelle commence entre 6 et 11 ans pour le mâle et entre 10 et 15 ans pour la femelle. La gestation dure de 12 à 17 mois et le nouveau-né mesure près de 4 m.
La bérardie d’Arnoux fréquente de grandes étendues de l’Océan austral. On la trouve échouée en Nouvelle-Zélande et en Argentine et on l’estime relativement communes au sud de ces pays jusqu’à l’Antarctique. Sa présence a été également pointée en Géorgie du Sud et en Afrique du Sud, ce qui semble indiquer une répartition circumpolaire. La position la plus septentrionale qu’on ait relevée est 34°S. Elle vit donc aussi bien dans des eaux tempérées froides que dans des eaux polaires.
On connaît très peu de chose sur le comportement de la bérardie d’Arnoux mais on estime qu’il doit être assez similaire à celui de la bérardie de Baird.
Ses effectifs ne sont pas connus. Elle n’a jamais été exploitée par l’industrie baleinière et, bien qu’on ne possède pas d’éléments sur son abondance, on ne pense pas qu’elle soit en danger. Son seul prédateur naturel est l'orque.